# 嫁到什麼鬼地方
《嫁到什麼鬼地方》（日語﹕），是日本朝日電視台製作的一齣電視連續劇，在2007年1月4日至3月8日日本時間每週四晚上9點播出，共9集。

## 概要
描述自由作家山本君子（仲間由紀惠飾）及其丈夫山本磯次郎（谷原章介飾），在面對老家的傳統作風及與婆婆山本志摩子（松坂慶子飾）之間的相處，所發生的一連串趣事。是一部家庭喜劇。

## 角色與演員
| 角色       | 演員       | 備註                         |
| ---------- | ---------- | ---------------------------- |
| 山本家     |            |                              |
| 山本志摩子 | 松坂慶子   | 磯次郎的母親。               |
| 山本波男   | 本田博太郎 | 磯次郎的父親。               |
| 山本理惠   | 真野裕子   | 榮太郎的賢內助。             |
| 山本榮太郎 | 橋本聰     | 磯次郎的哥哥。               |
| 山本君子   | 仲間由紀惠 | 磯次郎的賢內助。             |
| 山本磯次郎 | 谷原章介   | 君子的丈夫。                 |
| 山本奈緒   | 渡邊夏菜   | 磯次郎的妹妹。               |
| 山本源之介 | 近藤芳正   | 磯次郎的堂哥。               |
| 守山家     |            |                              |
| 守山由美   | 濱田麻里   | 磯次郎的姐姐。保的賢內助。   |
| 守山保     | 溫水洋一   | 由美的丈夫。                 |
| 守山夏帆   | 嶋田朝日   | 由美與保的女兒。春奈的姐姐。 |
| 守山春奈   | 峰晴香     | 由美與保的女兒。夏帆的妹妹。 |
| 槙村家     |            |                              |
| 槙村友子   | 星野知子   | 君子的母親。                 |
| 槙村佑介   | 平泉成     | 君子的父親。                 |
| 其他       |            |                              |
| 佐倉裡穗   | 貓背椿     | 雜誌編輯。                   |

## 收視率
| 各話  | 首播日        | 標題             | 收視率 |
| ----- | ------------- | ---------------- | ------ |
| 第1集 | 2007年1月11日 | しきたり披露宴   | 16.1%  |
| 第2集 | 2007年1月18日 | しきたり大葬儀!  | 14.8%  |
| 第3集 | 2007年1月25日 | 女正月!嫁の反撃  | 12.7%  |
| 第4集 | 2007年2月1日  | 私が出馬!?大選挙 | 14.1%  |
| 第5集 | 2007年2月8日  | 大ゲンカ親孝行!? | 11.3%  |
| 第6集 | 2007年2月15日 | 激突!嫁vs小姑    | 10.8%  |
| 第7集 | 2007年2月22日 | 嫁怒る!浮気戦爭  | 12.2%  |
| 第8集 | 2007年3月 1日 | 喝!わがまま出產  | 10.3%  |
| 第9集 | 2007年3月 8日 | 最終回!壊れた絆  | 11.7%  |

平均收視率12.7%

## 工作人員
- 腳本：後藤法子
- 原作：槙村君子《嫁到不得了的地方》（新潮社刊）
- 導演：片山修
- 音樂：吉川慶、高見優
- 主題歌：
- 製作人：桑田潔
- 製作：朝日電視臺

## 外部連結
- 台灣緯來日本台官網 （页面存档备份，存于）

## 作品的變遷
| 日本 朝日電視台 星期四21:00                   | 日本 朝日電視台 星期四21:00                     | 日本 朝日電視台 星期四21:00 |
| --------------------------------------------- | ----------------------------------------------- | --------------------------- |
|                                               | 嫁到什麼鬼地方 （2007年1月11日 - 2007年3月8日） |                             |
| 愛上無賴男 （2006年10月12日 - 2006年12月7日） | 情定大飯店 （2007年4月19日 - 2007年6月14日）    |                             |